# 1996年曼徹斯特爆炸案
曼彻斯特爆炸案是爱尔兰共和军（IRA）于1996年6月15日在英国曼彻斯特市中心发起的一場恐怖袭击。事件中，一枚炸弹被人放置在面包车裏。在炸彈引爆前約90分鐘，愛爾蘭共和軍曾打電話作事先警告，令至少7.5萬因而撤離的人倖免於難。雖無人在爆炸中喪生，但由於拆彈小組未能及時移除炸彈，故仍造成212人受伤。
這是自二戰以來，於英國發生的最大一宗炸彈襲擊，它以市中心的基礎設施為襲擊目標，保險公司估計事件招致約7亿英鎊的經濟損失。當時，英格蘭正主辦1996年歐洲足球錦標賽，而翌日將進行俄羅斯對德國的比賽。

## 背景

### 北愛爾蘭獨立運動
1970年起，愛爾蘭共和軍不斷發起武裝行動，旨在脫離英國並最終帶來一個統一的愛爾蘭。他們除了攻擊軍事和政府建築物外，還轟炸北愛爾蘭和英格蘭的基礎設施及商業設施，希望通過破壞經濟並造成嚴重的破壞，迫使英國政府談判從北愛爾蘭撤軍。
曼徹斯特已是早期共和軍炸彈襲擊的目標。一名男子因在1973年及1974年以燃燒彈破壞市中心企業設施而被判監。1974年4月，一枚炸彈在曼徹斯特裁判法院爆炸，12人受傷。1975年，愛爾蘭共和軍位於大曼徹斯特的炸彈工廠被搗破，5名男子因策劃襲擊英格蘭西北部而被監禁。1992年12月4日，共和軍在曼徹斯特市中心引爆兩枚小型炸彈，迫使警方疏散數以千計的購物者，造成1,000萬英鎊損失，超過60人因爆炸所產生的碎玻璃而受傷。

### 和平談判決裂
1993年，英国和爱尔兰共和国政府首脑于英国首府所在地唐宁街发表联合宣言，旨在协调两国立场，通过和平谈判解决北爱尔兰问题。《唐寧街宣言》中，允許與愛爾蘭共和軍有聯繫的新芬黨參加多黨會談，但英國開出條件是愛爾蘭共和軍先宣佈停火。1994年8月31日，愛爾蘭共和軍正式對外宣告停火，但依賴北愛爾蘭統一黨選票的馬卓安政府開始堅持要求愛爾蘭共和軍必須完全解除武裝，才有可能進行任何談判。共和軍認為該條件是等同要求他們全面投降，亦認為英國事實上根本不願意談判。1996年2月9日，共和軍結束停火狀態，在倫敦兩個金融區之一的金絲雀碼頭發動猛烈的汽車炸彈襲擊，造成兩人死亡，估計1億5,000萬英鎊損失。愛爾蘭共和軍其後在10周內於倫敦的5個其他設備內放置炸彈。1996年6月10日，各黨根據《唐寧街宣言》在貝爾法斯特展開會談，而新芬黨因愛爾蘭共和軍沒有恢復停火或同意解除武裝，而被禁止參與是次和平談判。
接著，共和軍計畫在曼徹斯特展開類似的襲擊。曼徹斯特被選中的原因是因為它是1996年歐洲足球錦標賽的主辦城市，來自歐洲各地的遊客和媒體均前來觀賽，令愛爾蘭共和軍能對外宣傳其獨立主張與決心。

## 施襲過程

### 籌備
愛爾蘭共和軍成員於愛爾蘭製造炸藥，以貨運的形式將它從都柏林運到英國。在倫敦，炸彈被組裝好並放於一輛紅白色福特小型客貨車的車尾箱內。6月14日，該汽車由一輛福特千里馬（Ford Granada）陪同下，向北駛往曼徹斯特。

### 電話警告
6月15日約上午9:20，該福特小型客貨車停泊在公司街瑪莎百貨門外。兩名身穿連帽外套、戴上棒球帽和太陽眼鏡的男子裝好炸彈計時器後隨即離開，另一男子駕駛福特千里馬於大教堂街將他們接走。由於載有炸彈的小型客貨車停在雙黃線，警示燈亦一直閃爍不停，使交通警察覺到並在三分鐘內發了罰單。約上午9:40，碼頭街一間電視台接到一個電話，有人聲稱在公司街與景隆街的轉角處有一枚炸彈，並會在一小時內爆炸。由於對方有愛爾蘭腔英語，又提供了共和軍暗碼，令警方知道這是真正的炸彈警告。其後其他電視台、廣播電臺、 報紙和醫院共收到4個炸彈電話警告。

### 發現炸彈及疏散
第一位到達現場的警員報告發現了車上炸彈及可疑電線。法醫專家後來估計，該炸彈重3,300 — 3,500磅（1,500 — 1,600公斤），以塞姆汀炸藥與硝酸銨化肥混合製成。原料廉價且容易取得，被愛爾蘭共和軍廣泛使用。後來又發現，炸彈裝有顫抖觸發元件，若有人嘗試移動它便會觸發爆炸。
上午10:00，估計當時約75,000 – 80,000 人在附近購物及工作。布特爾街警局發出警報，把人群撤離該地區。與此同時，另一隊警員小組在消防員和保安人員的協助下，拉起了警戒線防止途人進入。上午11:10，警戒線達當時人手所能負荷的最大範圍，距離貨車400米及方圓1.5 英里（2.4 公里）需疏散。

### 爆炸
上午10:46，拆彈小組從利物浦抵達現場，並試圖以遙控設備拆除炸彈。可惜炸彈在上午11:17爆炸，瑪莎百貨連接阿戴爾購物中心（Arndale Centre）的天橋被炸毀，市中心三分之一的零售地段受影響，造成估計7億英鎊的損失。它是英國在非戰亂時期最大的一宗炸彈爆炸事件，爆炸後產生了300公尺高的蘑菇雲，爆炸聲傳至15英里外，玻璃和瓦礫飛向空中，現場留下15公尺寬的弹坑。事件中無人死亡，但212人受傷。商店櫥窗展示的模特兒被壓在瓦礫下，搜救時被誤認為傷者或屍體。大曼徹斯特的多間醫院作好準備接受那些在爆炸中受傷的人，警方亦徵用了曼徹斯特輕鐵運送傷者到醫院，其他受輕傷的人在街上接受救護人員的治療。

## 外部連結
- BBC report of the bombing（页面存档备份，存于）
- BBC image gallery related to the bombing（页面存档备份，存于）
- The Manchester Bombing A further report of the bombing.
- Rebuilding Manchester – Comprehensive online resource with over 1,000 photographs illustrating the rebuilding of Manchester City Centre Prepared by Planning Consultant Euan Kellie

53°29′00″N 2°14′37″W / 53.4833°N 2.2435°W